# Pseudeusemia subaurea
Pseudeusemia subaurea là một loài bướm đêm trong họ Geometridae.